# Mepis
MEPIS Linux – dystrybucja Linuksa popularna szczególnie wśród początkujących użytkowników systemu, oparta na Debianie (wersje 6.0 i 6.5 bazują na Ubuntu). MEPIS uruchomiony z CD-ROM-u daje możliwość instalacji na twardym dysku. Mepis został stworzony przez Warrena Woodforda.
Twórcy MEPIS-a stawiają na prostotę użytkowania. Domyślnym środowiskiem dostarczanym z dystrybucją jest KDE. Dystrybucja zawiera kilka bardzo przydatnych graficznych konfiguratorów, ułatwiających m.in. skonfigurowanie połączenia z Internetem, zarządzanie pakietami, ustawienia ekranu czy urządzeń peryferyjnych (MEPIS System Center).
Ciekawym pomysłem twórców MEPIS Linux było dostarczenie instalatora systemu jako tzw. LiveCD; praktyka ta zdobyła następnie wielu naśladowców. Podczas instalacji system z LiveCD jest kopiowany na dysk, co nie przeszkadza w zwykłym korzystaniu z dystrybucji.